# Квинси (Масачусетс)
Квинси (енгл. Quincy) град је у америчкој савезној држави Масачусетс. По попису становништва из 2010. у њему је живело 92.271 становника.

## Демографија
Према попису становништва из 2010. у граду је живело 92.271 становника, што је 4.246 (4,8%) становника више него 2000. године.
|                   | 2010.           | 2000.           |
| Укупно            | 92 271 (100,0%) | 88 025 (100,0%) |
| Белци             | 60 448 (65,51%) | 68 980 (78,36%) |
| Азијати           | 22 174 (24,03%) | 13 546 (15,39%) |
| Афроамериканци    | 4 248 (4,604%)  | 1 947 (2,212%)  |
| Хиспаноамериканци | 3 089 (3,348%)  | 1 835 (2,085%)  |
| Остали            | 2 312 (2,506%)  | 1 717 (1,951%)  |